# Jake Livermore
Jake Cyril Livermore (Londres, Inglaterra, Reino Unido, 14 de noviembre de 1989) es un futbolista inglés que juega como centrocampista y se encuentra sin equipo tras abandonar el Watford F. C.

## Trayectoria
Livermore es un producto de la cantera del Tottenham Hotspur, equipo al que ha pertenecido profesionalmente desde 2008. Luego de un par de años con las divisiones inferiors de los Spurs y el equipo de reservas, Livermore fue cedido al Milton Keynes Dons por un mes en 2008 poco después de firmar su primer contrato profesional.

## Selección nacional
Livermore hizo su debut con la selección mayor de Inglaterra ingresando en el segundo tiempo en la victoria 1-0 en un partido amistoso frente a Italia el 15 de agosto de 2012. Livermore fue convocado nuevamente, esta vez para un partido oficial por las eliminatorias a la Copa Mundial de Fútbol de 2014 ante Ucrania.
En 2017 fue nuevamente llamado a la selección de su país, jugando 4 partidos en el transcurso del año. 

## Clubes
| Club                               | País       | Año       |
| ---------------------------------- | ---------- | --------- |
| Tottenham Hotspur F. C.            | Inglaterra | 2008-2014 |
| Milton Keynes Dons F. C. (cedido)  | Inglaterra | 2008      |
| Crewe Alexandra F. C. (cedido)     | Inglaterra | 2008      |
| Derby County F. C. (cedido)        | Inglaterra | 2009      |
| Peterborough United F. C. (cedido) | Inglaterra | 2010      |
| Ipswich Town F. C. (cedido)        | Inglaterra | 2010-2011 |
| Leeds United F. C. (cedido)        | Inglaterra | 2011-2012 |
| Hull City A. F. C. (cedido)        | Inglaterra | 2013-2014 |
| Hull City A. F. C.                 | Inglaterra | 2014-2017 |
| West Bromwich Albion F. C.         | Inglaterra | 2017-2023 |
| Watford F. C.                      | Inglaterra | 2023-2024 |